# Radio Granada Cadena Ser
Radio Granada es la emisora de radio decana de la provincia de Granada, que la Cadena SER tiene en la ciudad de Granada , en calidad de emisora asociada y da cobertura a la ciudad de Granada  y gran parte de la provincia de Granada. Su sede se encuentra en la calle Santa Paula, 2. Comparte instalaciones con diversas emisoras de radiofórmula, que son propiedades del mismo grupo empresarial. Sus coordenadas de situación son: 37°10′46″N 3°36′00″O / 37.17944, -3.60000.
El Grupo Radio Granada es uno de los grupos empresariales   más importantes en la comunicación audiovisual de Andalucía de capital íntegramente andaluz (granadino) y cuenta con varias emisoras en Granada capital y también en Alhama de Granada, Baza, Guadix, Loja y Motril, así como participación accionarial importante en 16 emisoras de capitales de provincia de toda España. Además controlaba cinco demarcaciones de TDT local de televisión en Granada (bajo la marca Granada Televisión, antigua Localia, propiedad de Alhambra RTV).
Radio Granada está asociada a través de la Sociedad Española de Radiodifusión, siendo socios fundadores juntamente con esta de la Cadena  SER, y a través de ella de Unión Radio y Unión Europea de Radiodifusión. La compañía que agrupa los activos radiofónicos del Grupo Prisa (entre los que se encuentran también las radiofórmulas Los 40, Los 40 Classic, Cadena Dial, Los 40 Dance, Los 40 Urban y Radiolé).

## Audiencia
Los datos de audiencia del Estudio General de Medios (EGM) reflejan que 'Radio Granada Cadena Ser' es la emisora de radio líder en Granada y provincia. La Cadena SER es escuchada en toda la provincia cada día por 82.000 personas, seguida de COPE con 78.000 oyentes, Onda Cero con 55.000, Canal Sur Radio con 21.000 y RNE con 17.000. 
El liderazgo también se confirma en el caso de la emisora Radio Granada, en la capital. Su programación es seguida cada día por 77.000 oyentes, frente a la programación diaria de COPE Granada, que consigue 67.000 oyentes en la capital; y los 55.000 seguidores de Onda Cero. En estos datos se suman todas las plataformas por las que se difunde la programación local de estas emisoras (todas las señales en FM, Internet y distintas plataformas). Además, la emisora también lidera en Baza, con 8.000 oyentes frente a los 1.000 de Onda Cero; y en la Costa Tropical, con 19.000 oyentes frente a los 14.000 de COPE y los 2.000 de Onda Cero. 
Con respecto a las emisoras musicales, Los 40 sigue liderando, con 80.000 oyentes. Le siguen Canal Fiesta Radio con 43.000 seguidores, Europa FM con 35.000, Radiolé con 27.000, empatada con Cadena 100; Cadena Dial con 22.000, Los 40 Urban con 15.000, Los 40 Classic con 12.000, Kiss FM con 11.000, Radio 3 con 9.000 y Melodía FM con 1.000.
Contando con la audiencia de todas las emisoras del grupo, y la audiencia general de radio, podemos decir que las emisoras de la SER son sintonizadas por 238.000 oyentes sobre las 489.000 personas que escuchan cada día la radio en la provincia de Granada, suponiendo el 48,7% de la audiencia total de la provincia. Los datos corresponden a la 3ª OLA del EGM de 2024.

## Frecuencias
Desde las instalaciones de Radio Granada emiten otras emisoras del Grupo Prisa, en las siguientes frecuencias: 
Granada
- Radio Granada Cadena SER: 102.5 FM
- Radio Granada (Onda Media): 1080 AM
- SER+ Granada: 103.4 FM
- Los 40: 95.4 FM[4]
- Cadena Dial: 92.8 FM[5]
- Radiolé: 95.8 FM[6]
- Los 40 Classic: 89.3 FM
- Los 40 Urban: 96.8 FM

Antiguas frecuencias en Granada
- M80 Radio: 89.3 FM. Cerrado el 21 de noviembre del 2018. Actualmente Los 40 Classic.[7]
- Máxima FM: 102.2 FM (posteriormente al 96.8 FM). Cerrado el 9 de octubre del 2019 y reemplazado por Los 40 Dance.[8]
- Los 40 Dance: 96.8 FM. Cerrado el 28 de abril del 2021. Actualmente Los 40 Urban.

Emisoras del Grupo Prisa en la provincia de Granada
Baza
- Radio Baza Cadena SER: 89.2 FM. Inició emisiones el 14 de junio del 1995.[9]
- Los 40: 94.6 FM. Inició emisiones en 2011.[10]

Guadix
- Radio Guadix Cadena SER: 101.8 FM. Inició emisiones en 1985. Durante las décadas de los 90 y 2000 emitía la programación de LOS40, adquiriendo el nombre de "Radio Guadix-Cadena 40 Principales", luego "Radio Guadix-Los 40 Principales"; hasta 2011.[11]
- Los 40: 90.8 FM. Inició emisiones el 19 de noviembre del 2011.

Motril y Costa Tropical
- Radio Motril Cadena SER: 102.0 FM. Inició emisiones el 7 de agosto del 1977.[12]
- Los 40: 97.6 FM. Inició emisiones el 7 de agosto del 2012, coincidiendo con el 35 aniversario de Radio Motril. Emite desde Almuñécar.
- Cadena Dial: 96.1 FM. Inició emisiones el 7 de agosto del 2012. Emite desde Motril.

Alhama de Granada
- Radio Alhama Cadena SER: 100.4 FM

Loja
- Radio Loja Cadena SER: 93.2 FM

Antiguas emisoras SER en la provincia de Granada
Órgiva y Alpujarra Granadina
- Radio Alpujarra Cadena SER: 107.9 FM. Inició emisiones en noviembre del 2010. Cerrado en 2021.[13]

## Historia

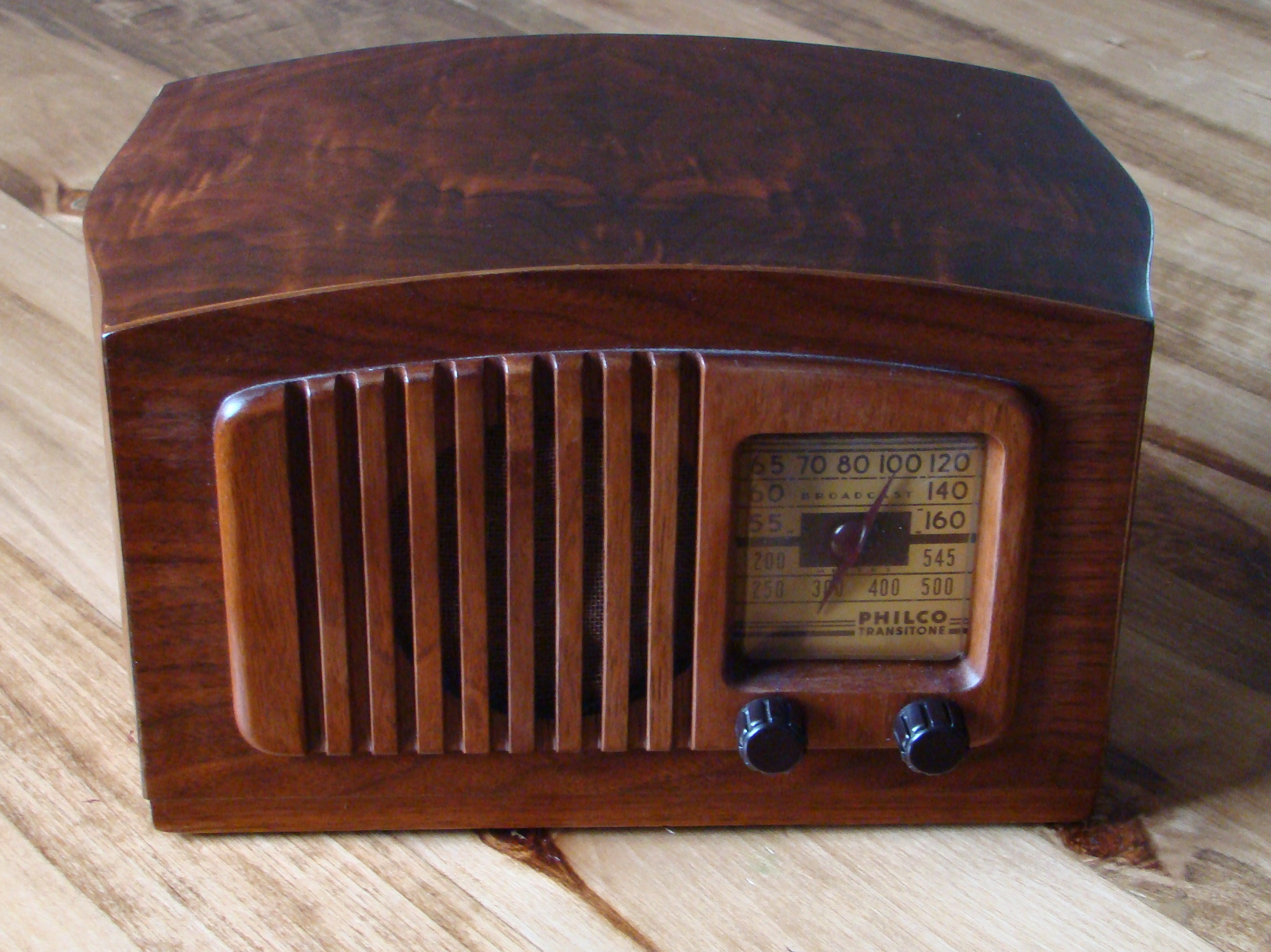
Receptor de radio Philco Modelo PT-44 (1941)

Las emisiones de Radio Granada comenzaron oficialmente en el año 1933 con el indicativo EAJ-16. Desde los primeros momentos de su existencia destacó el apoyo que le prestó el Club de Oyentes que se creó. Inició sus actividades ubicada en el Albaicín en el inmueble conocido como Carmen de las Tomasas, emitiendo con un emisor Philips de 200  vatios de potencia. Los vecinos más veteranos del barrio lo siguen conociendo como 'El Carmen de la Radio'.
En 1934 se convocó una oposición para locutores de las que resultó ganador un maestro vallisoletano llamado José Real y que sería con el tiempo una de las voces más populares que ha tenido la emisora.
En  1936  la familia Machado compró la emisora y Alberto Machado, fue director de la misma hasta 1970, fecha en que fue sustituido por su hijo Adolfo Machado de la Quintana que actualmente  es presidente del consejo de administración.
Durante la Guerra Civil la emisora fue ocupada y utilizada por los sublevados como instrumento propagandístico para contar los aconteceres diarios de la ciudad y difundir los “partes oficiales”. En la década de los 40, Radio Granada se incorporó como emisora asociada en el momento fundacional de la Cadena SER, proveniente de las emisoras  de Unión Radio.
Para desarrollar y potenciar las emisiones locales se incorporó en 1944 la locutora Mercedes Doménech que desarrolló una dilatada carrera profesional hasta su jubilación en 1987. Como reconocimiento a su trayectoria es la única profesional de la radio granadina a la que le ha sido concedida al Medalla al Mérito de la Ciudad de Granada.
En el terremoto de 1956 que afectó gravemente a las localidades de Atarfe y Albolote, la emisora se volcó para conseguir ayuda solidaria para los damnificados. Ese mismo año se inaugura la nueva sede situada en la calle Santa Paula, que sigue ocupando actualmente. La emisora tuvo una especial trascendencia en las inundaciones  de 1973 donde Alberto Oliveras realizó desde Granada  un programa de Ustedes son formidables para recabar fondos para los damnificados.

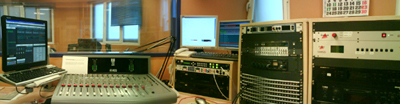
Control principal de sonido de Radio Granada (2014)

En 1977 se crea la primera redacción de Informativos a cargo de Ramón Burgos, primer licenciado en Ciencias de la Información de Granada. En 1982 realiza un despliegue especial para cubrir la información de la visita a la ciudad del Papa Juan Pablo II.   
A lo largo de la historia en Radio Granada han destacado varios profesionales y programas.  Especialmente destacado fue el espacio Miguelillo y Angustias fue realizado por Mercedes Domenech y José Real. Francis Dumont realizó espacios como "La hora de la Angustia" y "Micrófono indiscreto". Juan Bustos además de trabajar en Radio Granada, fue Cronista Oficial de la ciudad. Obtuvo el Premio Ondas como Guionista y presentador de sus espacios flamencos en EAJ-16.
El esfuerzo colectivo y el de toda la Cadena SER en la región permitió poner en antena en 1978 'Andalucía 8.30', un informativo que abrió caminos, sirvió para consolidar el espíritu andaluz preautonómico y le valió a sus pr otagonistas otro Ondas. Radio Granada, que había sido 'usada' para fines de un bando durante la guerra civil y el lago periodo oscuro de la dictatura, se abría por estos años a la ilusión de un proyecto colectivo de libertad con debates interminables sobre la democracia y, sobre todo, sobre la autonomía donde todos tenían voz.
EAJ-16 retransmitió la constitución del primer Parlamento de Andaucía, estuvo en Nagano (Japón) y en los Juegos Olímpicos de Albertville (Francia) apoyando a Sierra Nevada en su camino hacia el Mundial de Esquí Alpino, que luego vivió en la estación en 1996. Ya había vivido en directo para toda Granada la concesión de aquel acontecimiento en 1990 desde Suiza.
La emisora sirvió de gran foro para las discusiones sobre la Circunvalación de la ciudad, y ha acompañado a las instituciones y a los colectivos por todo el mundo en su labor de difusión de Granada. Y, cómo no, hemos estado en las grandes citas de la sociedad en la que se inserta con grandes profesionales, desde Miguel Ángel del Hoyo a Agustín Martínez; desde Ramón Ramos a Concha Gutiérrez y Loreto Calderón, herederos, en lo informativo, de los grandes profesionales del entretenimiento como el maestro Fernando Novi; Carsmen Franco y su Academia de Artistas.
Es la misma radio que vivió para toda España las muertes de Carlos Cano, de Enrique Morente... los asesinatos de ETA, como el del fiscal jefe Luis Portero, y sus grandes manifestaciones de condena; y que previamente había lanzado al estrellato a Miguel Ríos, Gelu, Li Morante, Vales y Los Ángeles, entre otros grandes artistas, gracias también a la apuesta por la música pop en general (con el nacimiento de la FM aquí en 1966), y por la andaluza, en particular, de Manolo Garrido para quien 'lo nuestro... es lo primero'.
El libro del 85 aniversario editado en 2019 por Radio Granada añade sobre la historia de la emisora: 'Todo ha cambiado y Radio Granada no solo ha ido cambiando con la sociedad granadina sino que ha intentado siempre ser parte del impulso necesarios para ese cambio. EAJ-16 vive en el presente una gran revolución: el nacimiento de una gran ciudad de medio millón de habitantes que más allá de los límites municipales respira y vive como una única Granada. La radio está ahí formando parte de esa revolución. Hasta llegar aquí, Radio Granada, que también tuvo en los 90 su incursión en el mundo de la televisión local, sorteó las sucesivas crisis económicas con las dificultades de todas las empresas, con más compromiso social, más implicación en la SER y con el mismo buen hacer de su larga historia. Pero esta parte de esa historia que llega a los 85 años ya la conoce usted y la puede escuchar cada día. Lo mejor es que puede formar parte de ella cada día'. 
La emisora cumplió 90 años en 2024.

## Equipo directivo
| Cargo                             | Identidad                     |
| Presidente consejo administración | Adolfo Machado de la Quintana |
| Director general                  | Adolfo Machado Sánchez        |
| Redactor Jefe                     | Rafael Troyano Valdivieso     |
| Director Comercial                | Francisco Anguita Fernández   |
| Jefe Técnico                      | Gerardo Rodríguez del Águila  |